# Tatort: Schußfahrt
Schußfahrt ist ein Fernsehfilm aus der Fernseh-Kriminalreihe Tatort der ARD und des ORF. Der Film wurde vom WDR produziert und am 1. Juni 1980 zum ersten Mal gesendet. Er ist die 113. Folge der Tatort-Reihe, der 19. mit Kommissar Haferkamp.

## Handlung
Der arbeitslose Handelsvertreter Wiedemann spioniert seiner deutlich jüngeren und attraktiven Ehefrau hinterher, die ein Verhältnis mit dem Grafiker Christian Zehle begonnen hat. Er fasst den Plan, den Liebhaber umzubringen und gleichzeitig einen Einbruchdiebstahl vorzutäuschen. Er schafft den Inhalt seines Tresors, Wertpapiere und Wertgegenstände, innerhalb des Hauses beiseite. Dann täuscht er eine Reise nach Frankfurt vor, damit seine Frau die Gelegenheit wahrnimmt, ihren Liebhaber im Haus zu empfangen.
Auf dem Weg manipuliert er den Motor seines Wagens so, dass er wegen des Defektes wieder nach Hause zurückkehren muss. Als er sich bei seiner Frau überraschend zurückmeldet, muss Zehle überhastet aus dem Fenster fliehen, aber Wiedemann erwartet ihn im Garten mit einer Pistole und erschießt ihn kaltblütig. Seine Frau will er glauben machen, dass es zwei Einbrecher waren, von denen er nur einen erwischen konnte. Kommissar Haferkamp schildert er den gleichen Tatvorgang, aber die Spuren vom zweiten Täter sind dürftig.
Frau Wiedemann versucht heimlich, Christians Freund Rull zu erreichen, um ihn zu fragen, ob er der zweite Mann war. Rull, der arbeitslos ist und oft dem Alkohol frönt, passt vorerst gut in Wiedemanns Schema des zweiten Täters, nachdem Haferkamp Zehles Privatleben überprüft hat. Rull wird vorerst festgenommen und Wiedemann gegenübergestellt.
Wiedemann, seine Frau und Rull beteuern, sich nicht zu kennen. Daraufhin versucht Rull nach seiner Freilassung Wiedemann zu erpressen, weil er sich sicher ist, dass er seinen Freund Zehle für einen Versicherungsbetrug benutzt hat. Wiedemann deponiert einiges von dem angeblichen Diebesgut in einem Schließfach am Bahnhof und gibt Rull in einem Park den Schlüssel statt Geld. Rull ist verwundert und nimmt trotzdem an. Am nächsten Tag wird Rull genau dort tot aufgefunden. Haferkamp, der glaubt, Wiedemann wäre in Gefahr gewesen, erkennt langsam dessen falsches Spiel. Er gibt vor, Rull sei schwer verletzt noch am Leben, nur nicht vernehmungsfähig, und über einige Zeit täuscht man vor, Rull gehe es besser und er werde dann bald aussagen können, was Wiedemann auch in kleinen Informationen immer wieder zugespielt wird. So gerät Wiedemann immer mehr unter Druck, da er annehmen muss, dass Rull ihn belasten wird, sobald er dazu in der Lage ist.
Haferkamp bringt Frau Wiedemann dazu, ihren Mann aus der Reserve zu locken. Weil sie ihm nicht mehr glaubt, gesteht sie ihrem Mann den Seitensprung (von dem er lange weiß) und zieht zu ihrer Freundin. Es gelingt ihm, seine Frau zur Rückkehr zu bewegen. Jedoch testet sie ihn und täuscht einen Telefonanruf mit Haferkamp vor, in dem sie berichtet, das Diebesgut im Haus gefunden zu haben. Wiedemann, der mitgehört hat, eilt in den Keller und versucht nachzusehen ob die Beute wirklich gefunden wurde. Seine Frau folgt ihm und hat nun den Beweis, dass er alles nur erfunden hat. 
Plötzlich klingelt Haferkamp und Wiedemann, der annehmen muss, Rull habe nun gegen ihn ausgesagt, flieht über den Terrassenausgang zu seinem Wagen. Es beginnt eine Verfolgungsjagd durchs Essener Industrieviertel. Wiedemann kann vor einem herannahenden Güterzug noch einen Bahnübergang passieren, Haferkamp mit Kreutzer im Wagen versucht es ebenfalls, kann aber gerade noch vor dem Zusammenstoß mit dem Zug mit einer Gewaltbremsung halten. Haferkamp glaubt, Wiedemann verloren zu haben. Als der Zug durchgefahren ist, erkennt er, dass dieser einige Meter hinter dem Bahnübergang angehalten hat, da er die Aussichtslosigkeit seiner Flucht und seiner Situation erkannt hat.

## Produktionsnotizen
Der Film wurde vom 14. Mai bis zum 13. Juni 1979 im Bavaria-Atelier München-Geiselgasteig gedreht. Die Außenaufnahmen entstanden in Essen,Gelsenkirchen,Herten-Westerholt und München.

## Kritik
TV Spielfilm vergab die beste Bewertung und bemerkte: „Profi-Inszenierung mit Charme und Patina.“